# Çırağan-Palast

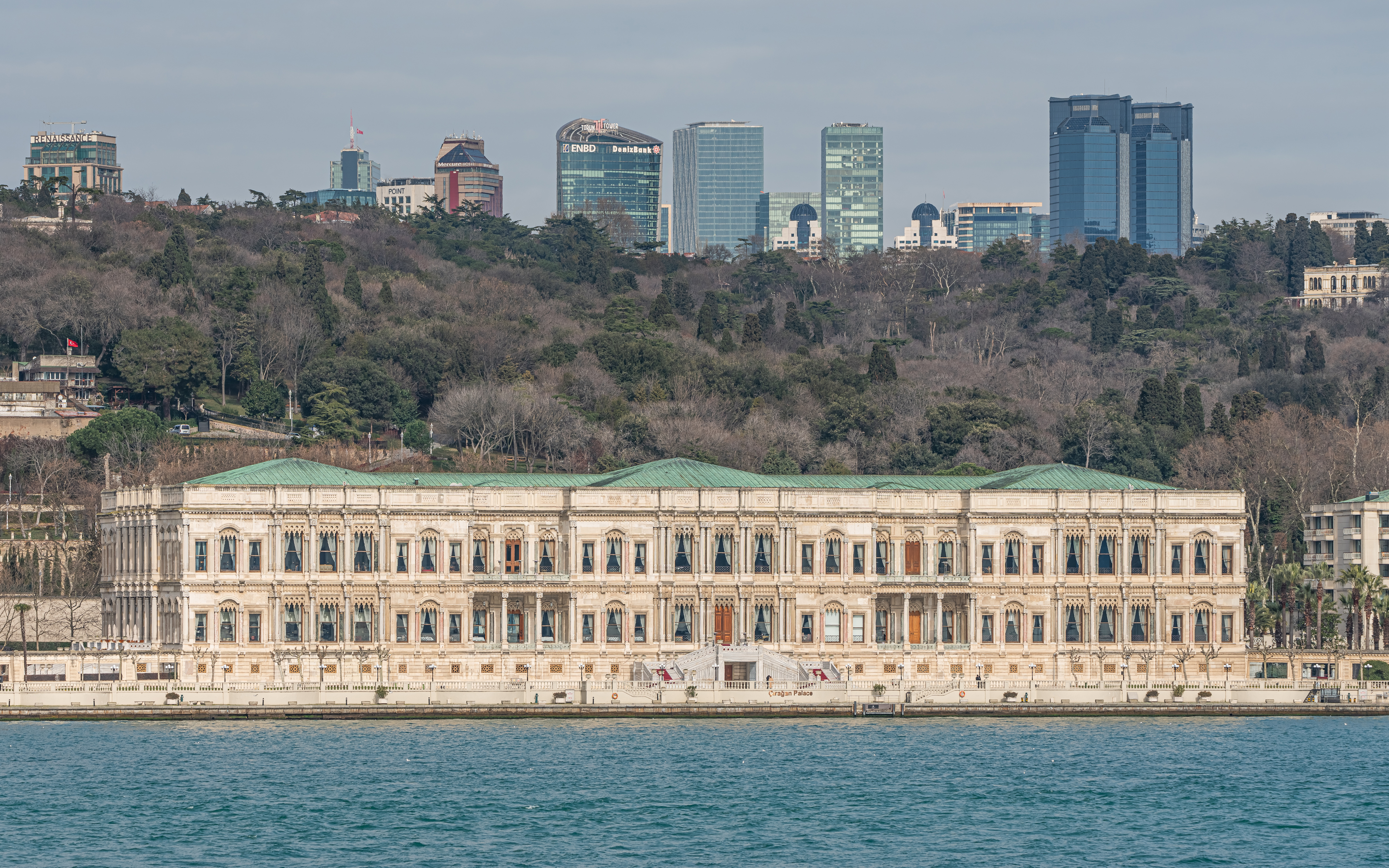
Çırağan Palace vom Bosporus aus gesehen

Der Çırağan-Palast, auch Tschiragan-Palast (türkisch Çırağan Sarayı) in Istanbul in der Türkei ist ein ehemaliger Sultanspalast und heute ein Luxushotel der 5-Sterne-Klasse.

## Lage
Der Palast liegt in Beşiktaş direkt am Bosporus, südlich von Ortaköy. Hinter dem Çırağan-Palast liegt der Yıldız-Park.

## Geschichte
Im 16. Jahrhundert gehörte das Grundstück am Wasser, auf dem das heutige Palasthotel steht, Admiral Kilic Ali Pascha. Das Kazancıoğlu-Garten genannte Grundstück erstreckte sich von Beşiktaş bis Ortaköy.
Mary Wortley Montagu, die Ehefrau des englischen Botschafters Edward Wortley Montagu im Osmanischen Reich, beschrieb um 1717 in einem Brief den Çırağan-Palast mit den Worten:
Er steht an einem der wunderschönsten Orte am Kanal, und dahinter befindet sich ein Hügel mit einem herrlichen Wald. Seine Ausmaße sind erstaunlich; die Wache versicherte mir, er beherberge achthundert Zimmer, was ich allerdings weder bestätigen noch bestreiten kann, da ich sie nicht gezählt habe; allerdings ist die Anzahl sicherlich sehr groß, und alles ist geradezu verschwenderisch mit Marmor, Gold und wunderbaren Malereien von Früchten und Blumen verziert. Die Fenster sind mit feinstem Kristallglas aus England bestückt, und hier erlebt man all die kostspielige Pracht, die man von einem Palast erwartet, der von einem jungen Mann errichtet wurde, der über den ganzen Reichtum eines großen Imperiums verfügt.
Ahmet III. schenkte den Kazancıoğlu-Garten seinem Schwiegersohn, dem Großwesir İbrahim Pascha von Nevsehir, der dort das erste „Yalı“ (am Wasser gelegene Villa) erbaute. Zusammen mit seiner Frau Fatma Sultan organisierte er dort Festlichkeiten mit Fackelbeleuchtung, die bald Çırağan Şenlikleri (Çırağan Lichtfeste) genannt wurden. Daher rührt auch der heutige Name Çırağan her. Eine Zeitlang wurde der Palast von Mahmut I. auch als Bankettsaal für Staatsgäste benutzt.
Zu Beginn des 19. Jhdts wurde das Anwesen vom Großwesir des Sultans Selim III. gekauft, der das Gebäude abreißen und vom armenischen Architekten Krikor Balyan 1805 einen neuen Palast als Geschenk für den Herrscher errichten ließ. Dieser wiederum gab das Anwesen an seine Schwester Beyhan weiter, die das Geschenk jedoch nicht annehmen wollte. In der Folge benutzte Sultan Mahmud II. die Anlage als Sommerresidenz. Er ließ den Palast erneut abreißen, um ihn diesmal vom Architekten Garabed Balyan in prachtvollem Stil neu zu erbauen. 1855 entschloss sich Sultan Abdülmecid I., seinen offiziellen Wohnsitz im Palast von Dolmabahçe zu nehmen. Dies bewirkte einen neuerlichen Abriss und Wiederaufbau, diesmal durch Nigogos Balian. Der Bau konnte aber wegen politischer Krisen und damit verbundener finanzieller Probleme erst 1857 unter Sultan Abdülaziz fertiggestellt werden. Unter Sultan Abdülaziz erfuhr dar Palast einen architektonischen Stilwechsel hin zum Arabischen, wofür Künstler nach Nordafrika und Spanien entsandt wurden, um Kopien dortiger berühmter Gebäude zu erstellen. Der Legende nach wurden die Pläne des Baus aufgrund der wechselnden Wünsche des Herrschers zwanzigmal neu erstellt.
In einem Berliner Museum kann man heute einige der Palasttüren, von denen jede für eintausend Goldstücke gefertigt wurde, bewundern. Diese Türen waren ein Geschenk an Kaiser Wilhelm II., der die Stücke bei einem Besuch in Istanbul ausgiebig bewundert hatte. Sultan Murat V. wurde nach einem Putsch bis zu seinem Tod im Jahre 1904 mit seiner Familie im Çırağan-Palast festgehalten. Ab dem 14. November 1909 diente der Palast zwei Monate lang als Parlament. 1910 wurde der Palast bei einem Brand zerstört. Nur die Außenmauern blieben erhalten. 1946 wurde die Gebäuderuine mitsamt dem Park vom Parlament an die Gemeinde Istanbul übergeben. Die Gemeinde nutzte die Ruine am Bosporus als Baustoffdepot und Sportplatz.
1987 wurde der Palast von einer japanischen Investorengruppe übernommen und als Palasthotel der Kempinski-Hotelgruppe ausgebaut. Die Inneneinrichtung wurde im mediterranen Stil gestaltet. Seitdem gehört das Hotel zur Vereinigung The Leading Hotels of the World.
Im Jahre 2007 wurde das Hotel erneut einer grundlegenden Renovierung unterzogen.

Seit dem 2. Juni 2025 ist er der Verhandlungsort für Friedensgespräche im Russisch-Ukrainischen-Krieg (statt dem Dolmabahçe-Palast vor zwei Wochen). Leiter der Delegationen sind Wladimir Rostislawowitsch Medinski auf Russischer Seite und Rustem Umjerow auf Ukrainischer Seite. 

## Ansichten des Çırağan-Palast

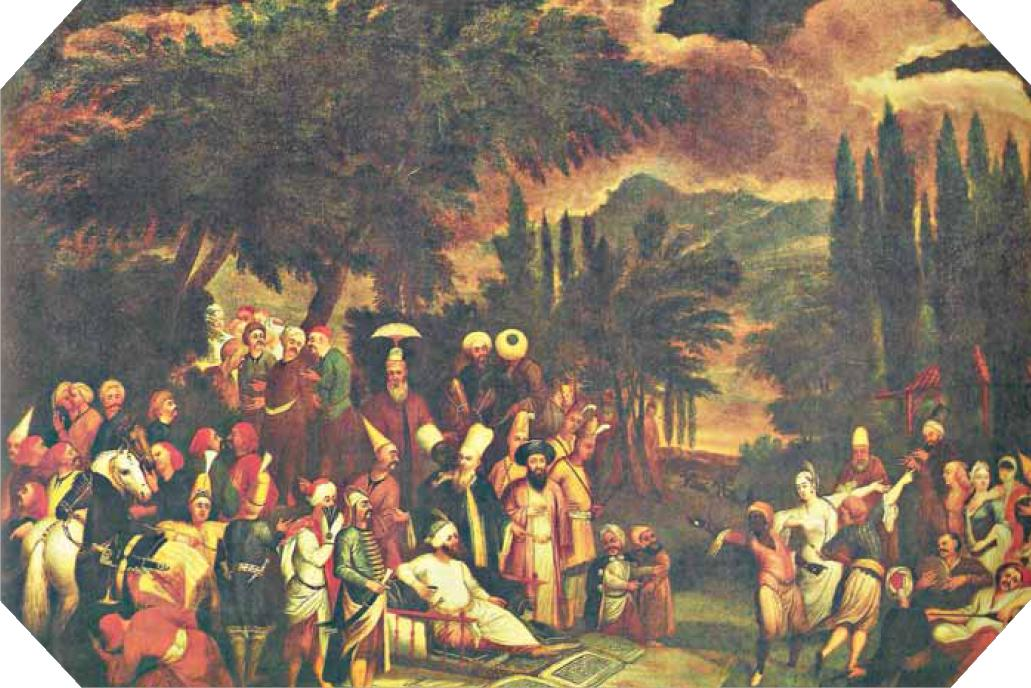
Der frühere Kazancıoğlu Garten
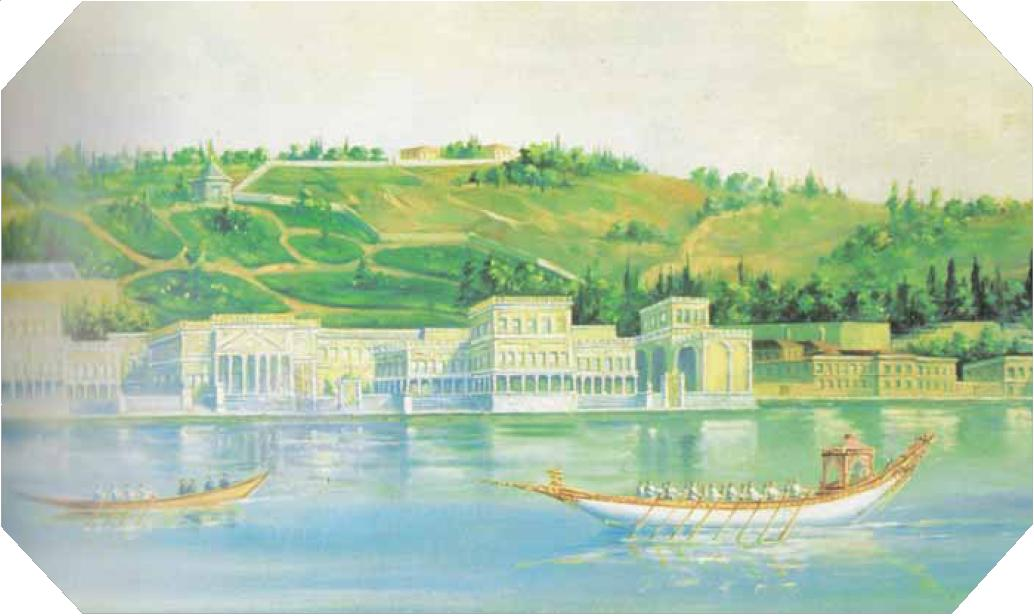
Ansicht vom Bosporus aus um 1840
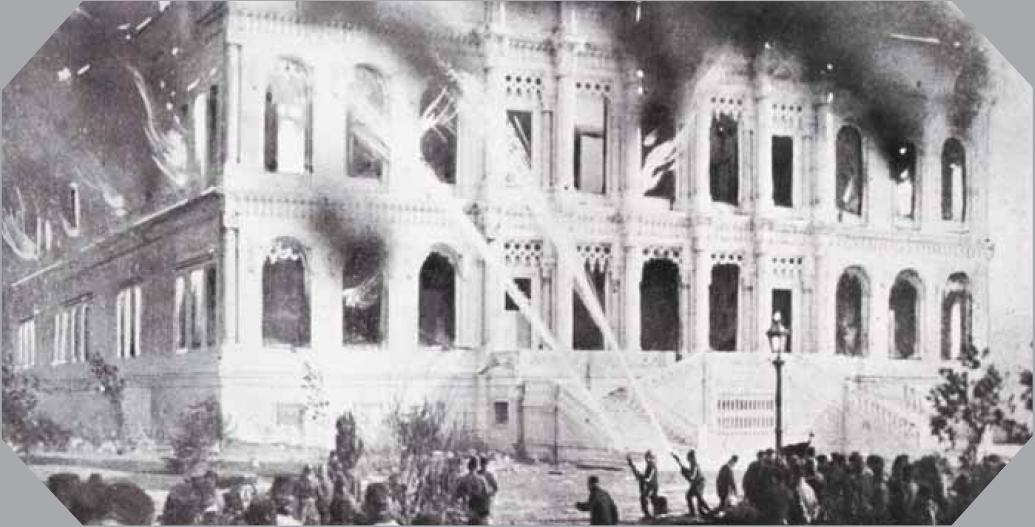
Löscharbeiten am Palast beim Brand von 1909
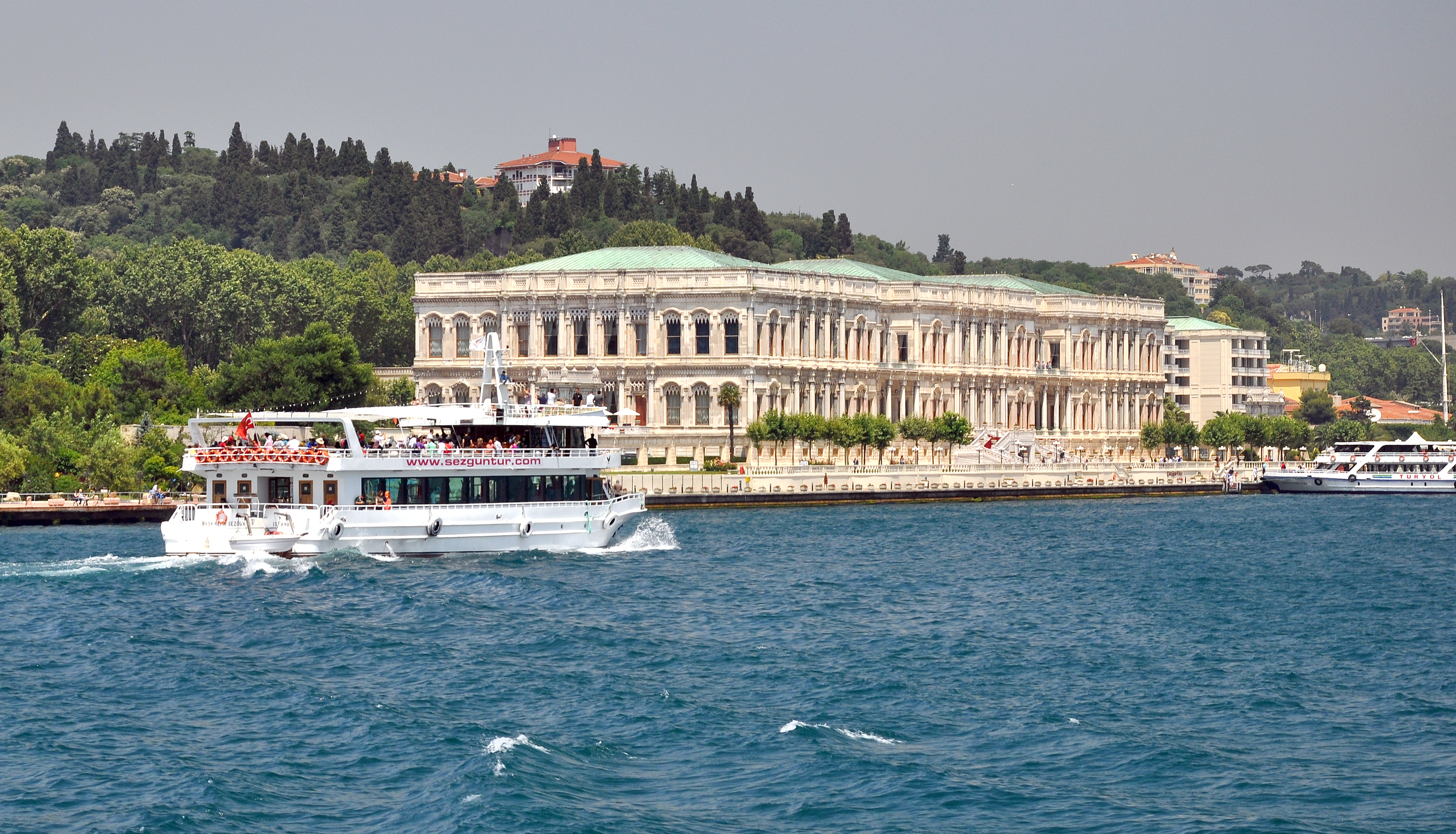
Çırağan-Palast vom Bosporus aus gesehen
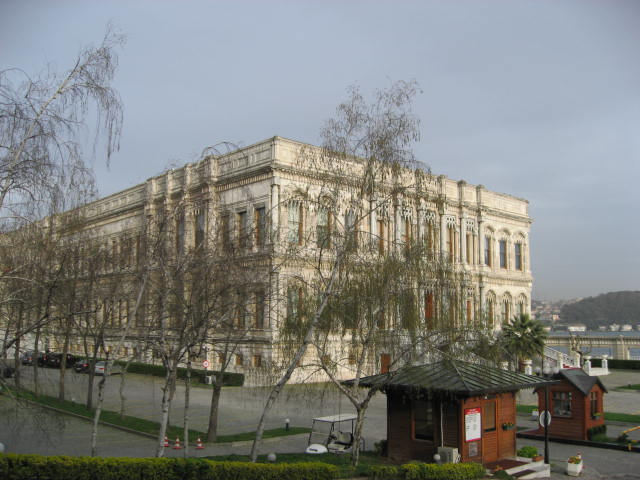
Fassade des Palastes vom Land aus gesehen
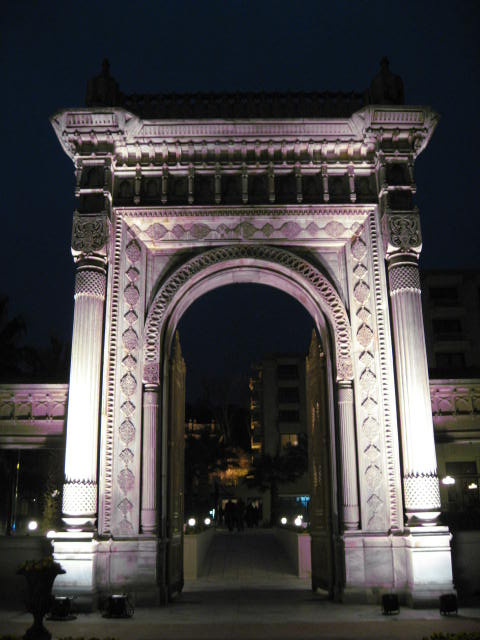
Tor zum Bosporus nachts
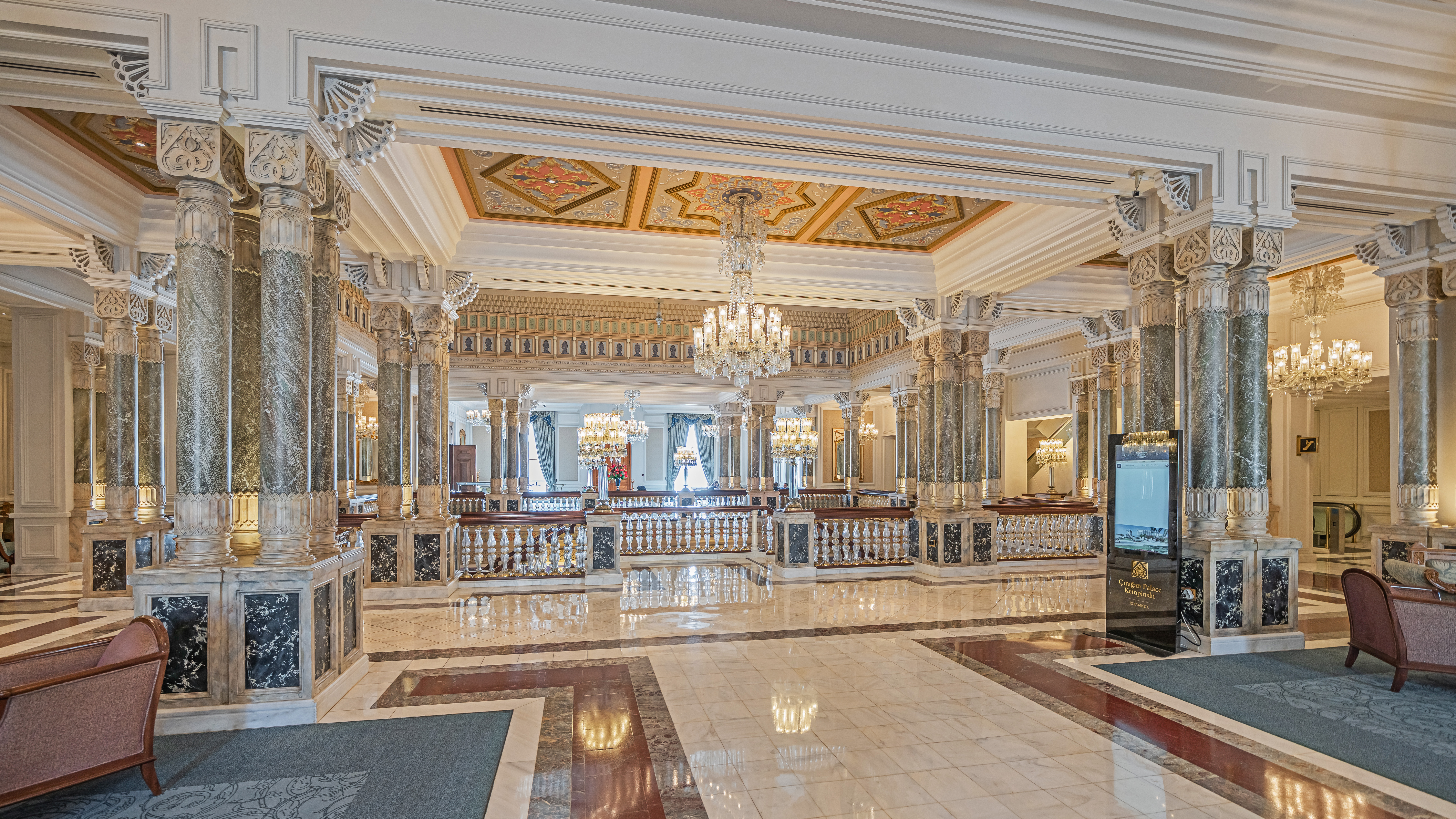
Große Eingangshalle mit Blick zum Atrium
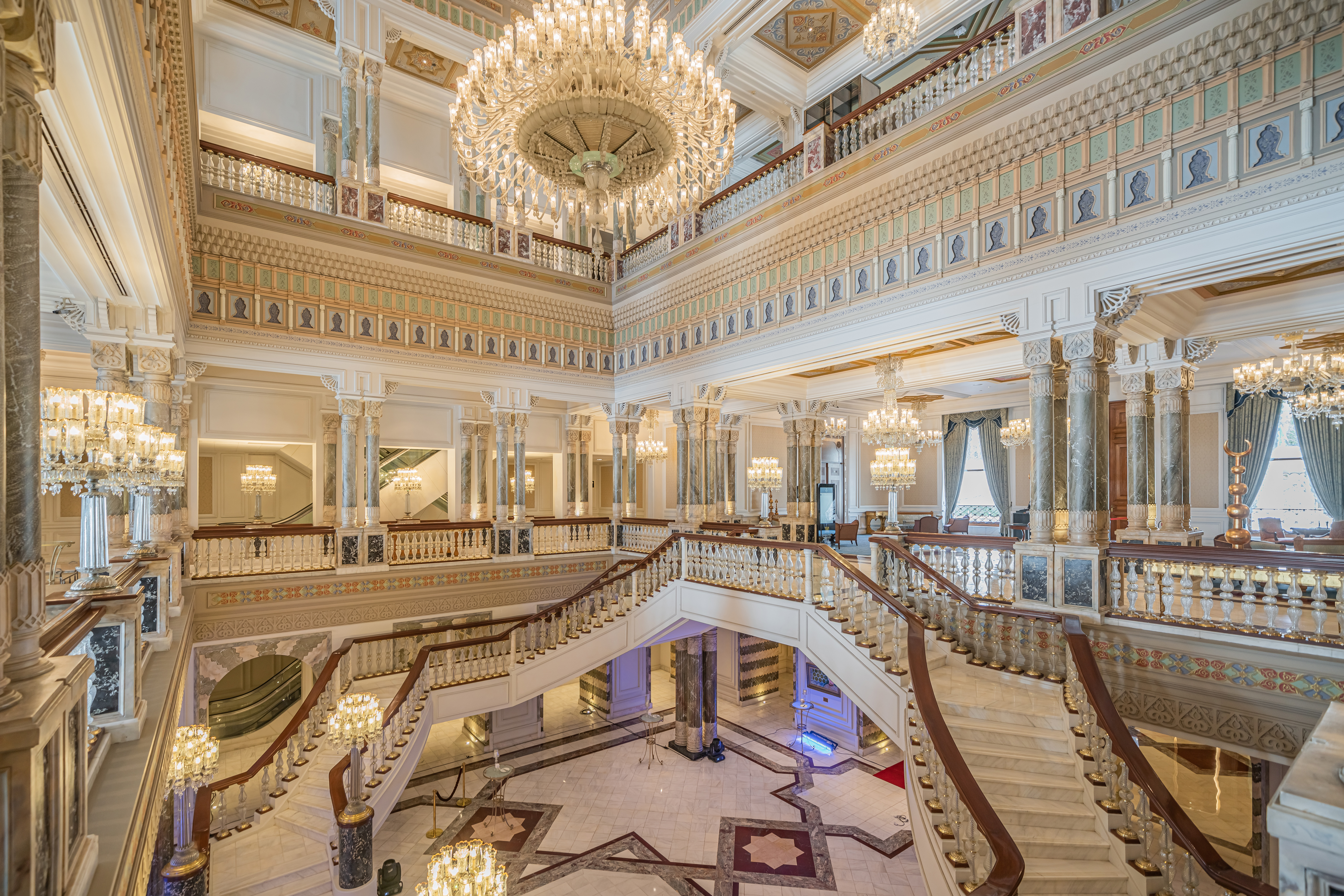
Atrium im Çırağan
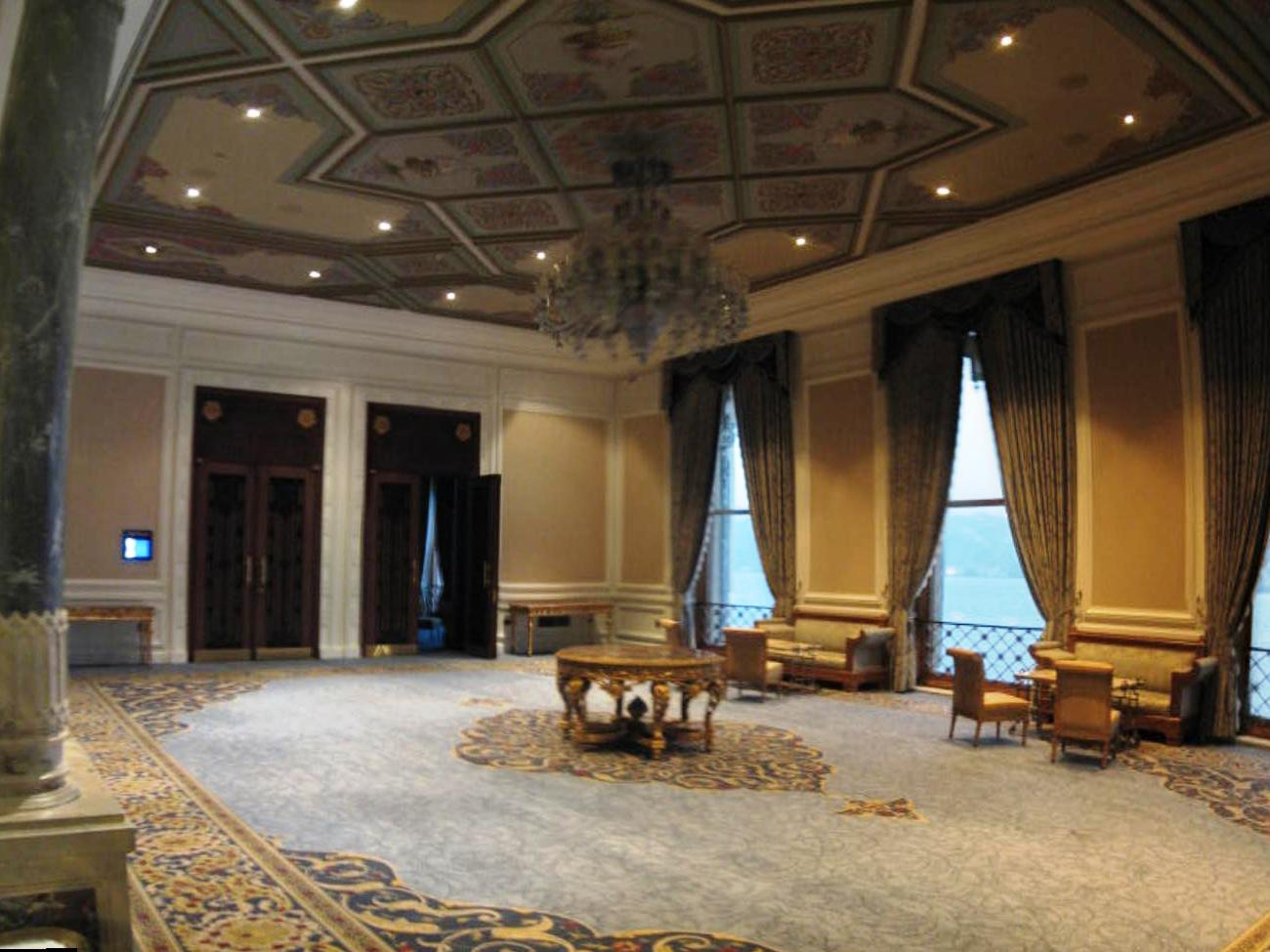
Einer der Salone zum Bosporus
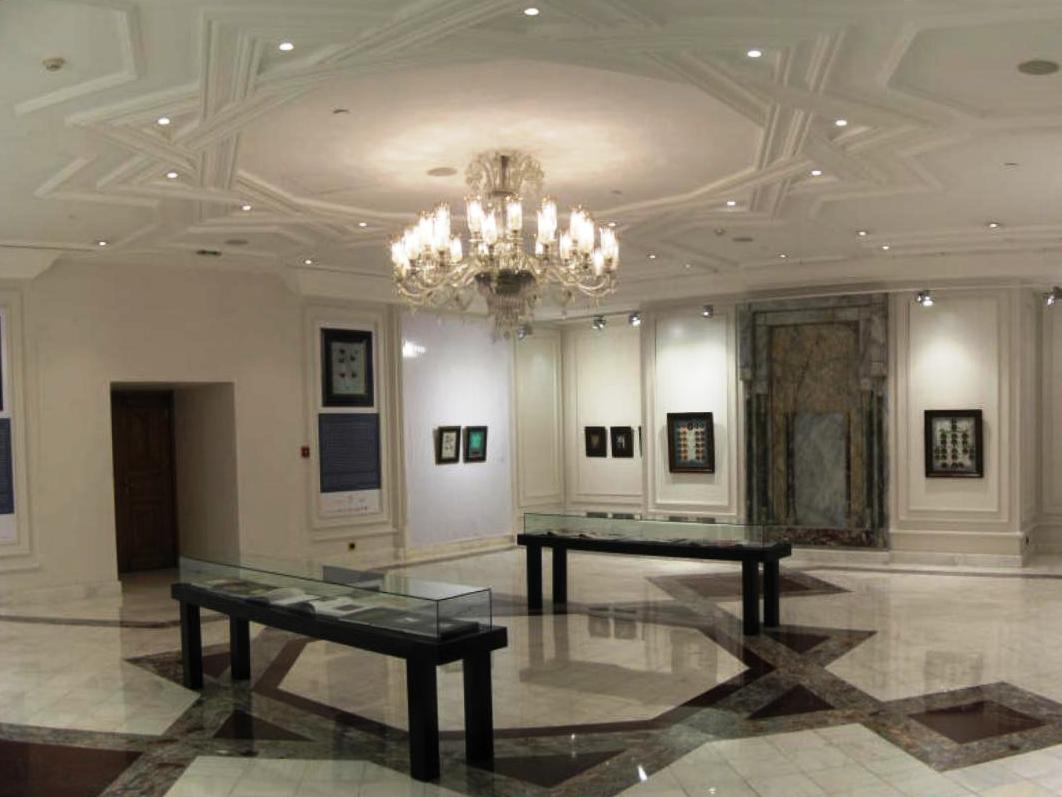
Ausstellungssalon